# Profondeville
Profondeville is een plaats en gemeente in de provincie Namen in België. De gemeente telt ruim 12.000 inwoners en ligt op een hoogte van 220 meter.

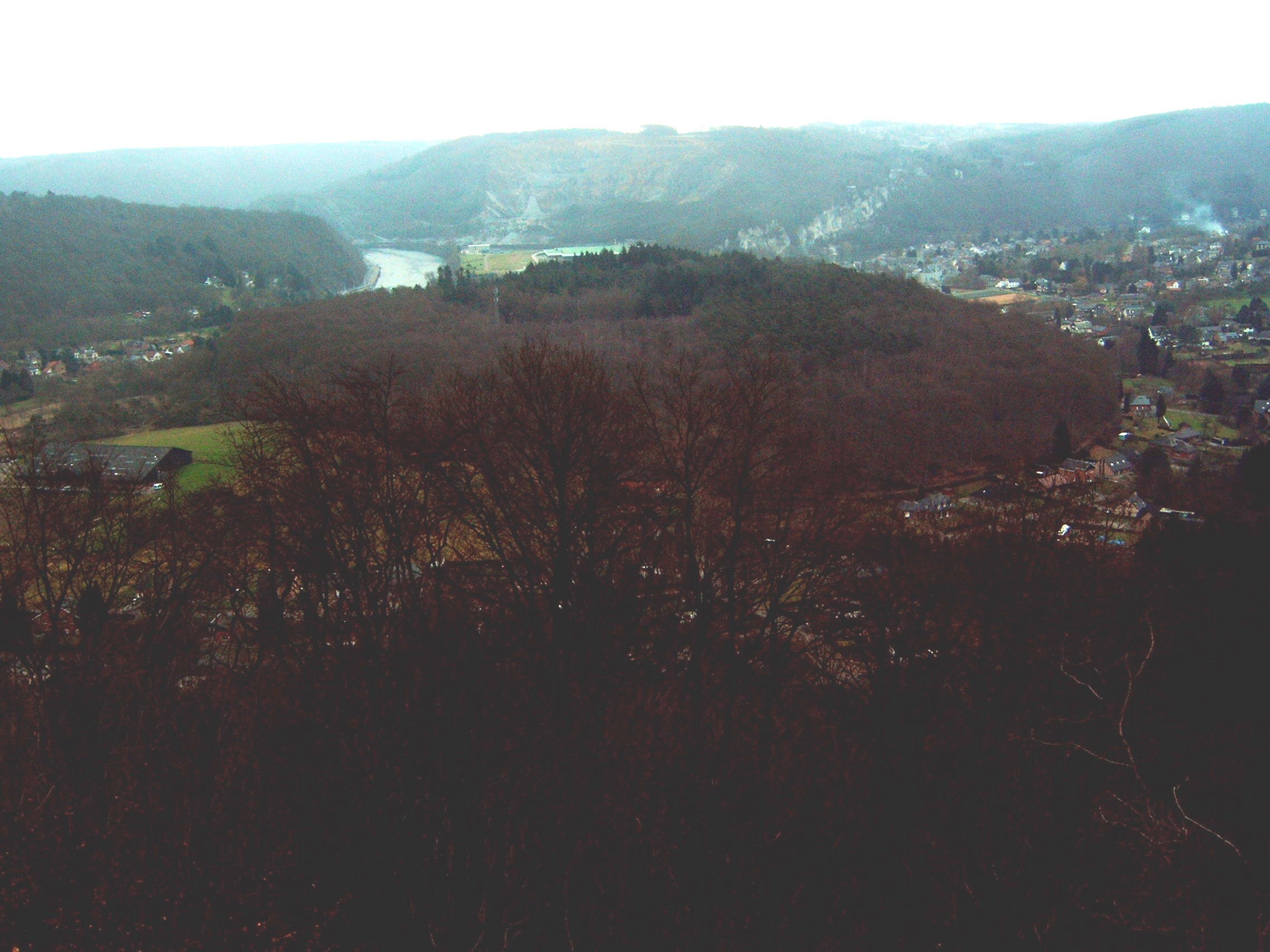
Profondeville ligt aan een bocht van de Maas. Op deze foto, genomen vanaf het uitkijkpunt Sibérie, is goed te zien hoe Maas vroeger een grotere meander maakte, nu is dat bebouwd gebied; de Maas (bovenaan) heeft een kortere weg genomen

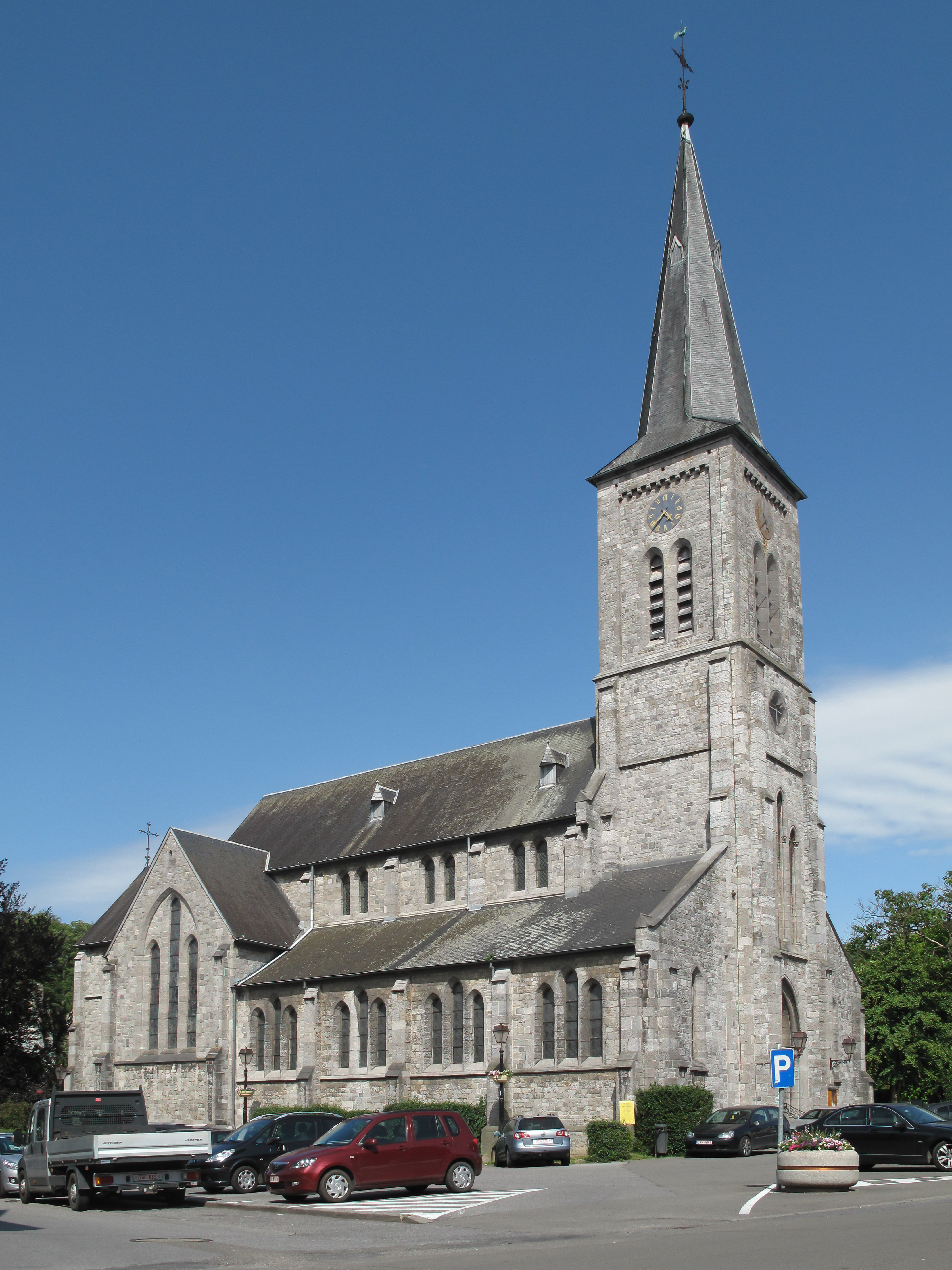
Profondeville, kerk: église Saint-Remy

## Kernen

### Deelgemeenten
| # | Naam            | Opp. (km²) | Inwoners (2020) | Inwoners per km² | NIS-code |
| - | --------------- | ---------- | --------------- | ---------------- | -------- |
| 1 | Profondeville   | 7,07       | 3.185           | 450              | 92101A   |
| 2 | Lustin          | 9,28       | 2.106           | 227              | 92101B   |
| 3 | Rivière         | 2,22       | 565             | 255              | 92101C   |
| 4 | Arbre           | 10,73      | 558             | 52               | 92101D   |
| 5 | Lesve           | 10,64      | 2.408           | 226              | 92101E   |
| 6 | Bois-de-Villers | 10,46      | 3.354           | 321              | 92101F   |

## Aangrenzende gemeenten
| Aangrenzende gemeenten | Aangrenzende gemeenten | Aangrenzende gemeenten | Aangrenzende gemeenten | Aangrenzende gemeenten |
| ---------------------- | ---------------------- | ---------------------- | ---------------------- | ---------------------- |
| Floreffe               |                        |                        |                        | Namen                  |
|                        |                        |                        |                        |                        |
| Fosses-la-Ville        | Assesse                |                        |                        |                        |
|                        |                        |                        |                        |                        |
| Mettet                 |                        | Anhée                  |                        | Yvoir                  |

## Demografische ontwikkeling

### Demografische evolutie voor de fusie
- Bronnen:NIS, Opm:1831 tot en met 1970=volkstellingen, 1976= inwonersaantal op 31 december

### Demografische evolutie van de fusiegemeente
Alle historische gegevens hebben betrekking op de huidige gemeente, inclusief deelgemeenten, zoals ontstaan na de fusie van 1 januari 1977.
- Bronnen:NIS, Opm:1831 tot en met 1981=volkstellingen; 1990 en later= inwonertal op 1 januari

| Inwoners van jaar tot jaar op 1 januari 1992 tot heden | Inwoners van jaar tot jaar op 1 januari 1992 tot heden | Inwoners van jaar tot jaar op 1 januari 1992 tot heden |
| jaar                                                   | Aantal                                                 | Evolutie: 1992=index 100                               |
| ------------------------------------------------------ | ------------------------------------------------------ | ------------------------------------------------------ |
| 1992                                                   | 9.730                                                  | 100,0                                                  |
| 1993                                                   | 9.891                                                  | 101,7                                                  |
| 1994                                                   | 10.015                                                 | 102,9                                                  |
| 1995                                                   | 10.232                                                 | 105,2                                                  |
| 1996                                                   | 10.269                                                 | 105,5                                                  |
| 1997                                                   | 10.365                                                 | 106,5                                                  |
| 1998                                                   | 10.461                                                 | 107,5                                                  |
| 1999                                                   | 10.632                                                 | 109,3                                                  |
| 2000                                                   | 10.741                                                 | 110,4                                                  |
| 2001                                                   | 10.911                                                 | 112,1                                                  |
| 2002                                                   | 10.907                                                 | 112,1                                                  |
| 2003                                                   | 11.072                                                 | 113,8                                                  |
| 2004                                                   | 11.184                                                 | 114,9                                                  |
| 2005                                                   | 11.313                                                 | 116,3                                                  |
| 2006                                                   | 11.367                                                 | 116,8                                                  |
| 2007                                                   | 11.424                                                 | 117,4                                                  |
| 2008                                                   | 11.499                                                 | 118,2                                                  |
| 2009                                                   | 11.503                                                 | 118,2                                                  |
| 2010                                                   | 11.598                                                 | 119,2                                                  |
| 2011                                                   | 11.525                                                 | 118,4                                                  |
| 2012                                                   | 11.677                                                 | 120,0                                                  |
| 2013                                                   | 11.787                                                 | 121,1                                                  |
| 2014                                                   | 11.940                                                 | 122,7                                                  |
| 2015                                                   | 12.044                                                 | 123,8                                                  |
| 2016                                                   | 12.109                                                 | 124,5                                                  |
| 2017                                                   | 12.143                                                 | 124,8                                                  |
| 2018                                                   | 12.204                                                 | 125,4                                                  |
| 2019                                                   | 12.220                                                 | 125,6                                                  |
| 2020                                                   | 12.176                                                 | 125,1                                                  |
| 2021                                                   | 12.157                                                 | 124,9                                                  |
| 2022                                                   | 12.197                                                 | 125,4                                                  |
| 2023                                                   | 12.349                                                 | 126,9                                                  |
| 2024                                                   | 12.318                                                 | 126,6                                                  |
| 2025                                                   | 12.322                                                 | 126,6                                                  |

## Politiek

### Resultaten gemeenteraadsverkiezingen sinds 1976
| Partij                                                    | 10-10-1976 | 10-10-1976 | 10-10-1982 | 10-10-1982 | 9-10-1988 | 9-10-1988 | 9-10-1994 | 9-10-1994 | 8-10-2000 | 8-10-2000 | 8-10-2006 | 8-10-2006 | 14-10-2012 | 14-10-2012 | 14-10-2018 | 14-10-2018 | 13-10-2024 | 13-10-2024 |
| Stemmen / Zetels                                          | %          | 19         | %          | 19         | %         | 19        | %         | 21        | %         | 21        | %         | 21        | %          | 21         | %          | 23         | %          | 23         |
| --------------------------------------------------------- | ---------- | ---------- | ---------- | ---------- | --------- | --------- | --------- | --------- | --------- | --------- | --------- | --------- | ---------- | ---------- | ---------- | ---------- | ---------- | ---------- |
| UC1 / IC2 / I.C. 20063 / MICS4                            | 62,781     | 12         | 55,62      | 13         | 66,32     | 13        | 64,682    | 15        | 64,232    | 15        | 57,193    | 13        | 36,72      | 8          | 40,404     | 10         | 42,584     | 11         |
| PEPS                                                      | -          |            | -          |            | -         |           | -         |           | -         |           | -         |           | 31,1       | 7          | 38,86      | 10         | 39,70      | 10         |
| ECOLO                                                     | -          |            | 5,43       | 0          | -         |           | -         |           | 14,88     | 2         | 16,79     | 3         | 20,68      | 4          | 13,40      | 2          | 11,19      | 2          |
| ED1 / RC2 / CLARTE3 / AVENIR4 / PLUS5 / PS6/ Alternative7 | 37,221     | 7          | 28,322     | 6          | 33,73     | 6         | 31,923    | 6         | 18,964    | 4         | 26,025    | 5         | 11,536     | 2          | 7,336      | 1          | 6,537      | 0          |
| VIVANT                                                    | -          |            | -          |            | -         |           | -         |           | 1,93      | 0         | -         |           | -          |            | -          |            | -          |            |
| UDSC                                                      | -          |            | 4,12       | 0          | -         |           | -         |           | -         |           | -         |           | -          |            | -          |            | -          |            |
| UPT-LUC                                                   | -          |            | 4,39       | 0          | -         |           | -         |           | -         |           | -         |           | -          |            | -          |            | -          |            |
| WALLON                                                    | -          |            | 2,12       | 0          | -         |           | -         |           | -         |           | -         |           | -          |            | -          |            | -          |            |
| FN                                                        | -          |            | -          |            | -         |           | 3,4       | 0         | -         |           | -         |           | -          |            | -          |            | -          |            |
| Totaal stemmen                                            | 5352       | 5352       | 5905       | 5905       | 6395      | 6395      | 6764      | 6764      | 7248      | 7248      | 7807      | 7807      | 8005       | 8005       | 8502       | 8502       | 8487       | 8487       |
| Opkomst %                                                 |            |            |            |            | 94,03     | 94,03     | 92,82     | 92,82     | 91,23     | 91,23     | 92,80     | 92,80     | 89,91      | 89,91      | 90,21      | 90,21      | 87,34      | 87,34      |
| Blanco en ongeldig %                                      | 3,51       | 3,51       | 4,34       | 4,34       | 5,24      | 5,24      | 4,35      | 4,35      | 7,0       | 7,0       | 6,16      | 6,16      | 5,27       | 5,27       | 4,69       | 4,69       | 5,11       | 5,11       |

## Wandelboulevard
Tijdens de herinrichting van de wandelboulevard langs de Maas in het jaar 2007 werden citaten en sententies van verschillende personen gebeiteld in de band van de straatbestening. Van noord naar zuid gaat het om teksten van A. Comte-Sponwille, T. Van Humbeek, Elie Wiesel, Valéry, Condorcet, Zeno, Kant, Victor Hugo, Anatole France, M. de Genlis, Delphine Lamotte, een spreekwoord, E. Renan, Francis Bacon, Beaumarchais, Blaise Pascal, Jean Rostand, opnieuw Victor Hugo, Léopold Sédar Senghor en Vercors.

## Bekende inwoners
- Franz Kegeljan (1847-1921), kunstschilder, tekenaar, pastellist en graveerder
- François Persoons (1925-1981), Belgisch politicus.
- Peter Permeke (1965- ), artistieke schilder.
- Benoît Poelvoorde (1964- ), acteur.
- Benoît Mariage (1961- ), Belgische regisseur en televisiemaker.